# Национални парк Рила
Национални парк Рила (буг. Национален парк Рила) је највећи национални парк у Бугарској са површином од 810,46 km² на планини Рила у југозападном делу земље. Основан је 24. фебруара 1992. да би се заштитили неколико екосистема од националне важности. Његова надморска висина се креће од 800 m у близини Благоевграда до 2925 m на врху Мусала, највишем врху на Балканском полуострву. У парку се налази око 120 глацијалних језера, укључујући и најпознатија Рилска језера. Неколико река извире у националном парку, укључујући и најдужу реку на Балкану, реку Марицу, и најдужу реку у Бугарској, реку Искар.
Национални парк се пружа на територији 4 бугарских области: Софијске, Ћустендилске, Благоевградске и Пазерџичке. Обухвата и четири резервата природе: Парангалица, Централна Рила, Ибар и Скакавица.
Национални парк Рила спада међу највеће и највредније заштићене области у Европи. Међународна унија за заштиту природе (МУЗП, енг. IUCN) парк је сврстала у категорију II. Два од четири природна резервата укључени су у листу УН репрезентативних заштићених подручја, а сва четири природна резервата се налазе на Унеско-ву листу Резервати биосфере кроз програм Човек и биосфера.
Парк се налази у подручју екорегиона Родопске планинске мешовите шуме у оквиру палеоарктичког биома широколисних и мешовитих шума умереног предела. Шуме у парку се простиру на 534,81 km² што представља 66% укупне површине парка. У парку је забележено око 1400 врста васкуларних биљака, 282 врсте маховине и 130 врсти слатководних алги . Фауна се састоји од 48 врсте сисара, 99 врста птица, 20 врста гмизаваца и водоземаца и 5 sврста риба, као и 2934 врсте бескичмењака, од којих су 282 ендема.